# 로비 로저스
로버트 햄프턴 로저스 3세(Robert Hampton Rogers III, 1987년 5월 12일 ~ )는 미국의 전 축구 선수로, 포지션은 윙어 또는 풀백이다.